# جزيرة كولغوييف
جزيرة كولغوييف ((الروسية: о́стров Колгу́ев)) هي جزيرة تابعة لأوكروغ نينيتس الذاتي في روسيا تقع في الجنوب الشرقي من بحر بارينتس في المحيط المتجمد الشمالي شمال شرق شبه جزيرة كانين. الجزيرة شبه دائرية يبلغ قطرها 80 كيلومتر (50 ميل) ومساحتها 4,968 كيلومتر مربع (1,918 ميل2) وأعلى قمة فيها تصل إلى 166 متر. الجزيرة الواسعة بها مساحات كبيرة من الضايات والركام الجليدي وبها غطاء نباتي من نوع تندرا.
هناك قرية واحدة بها سكان تقع في الساحل الجنوبي للجزيرة وتدعى بوغرينو ويسكنها شعب النينيتس الذي يعتمد في اقتصاده على الصيد وتربية الماشية هناك أيضا كميات متوسطة من الغاز والنفط[بحاجة لمصدر].

## المناخ
يظهر الجدول التالي التغييرات المناخية على مدار السنة لجزيرة كولغوييف:
| البيانات المناخية لـجزيرة كولغوييف | البيانات المناخية لـجزيرة كولغوييف | البيانات المناخية لـجزيرة كولغوييف | البيانات المناخية لـجزيرة كولغوييف | البيانات المناخية لـجزيرة كولغوييف | البيانات المناخية لـجزيرة كولغوييف | البيانات المناخية لـجزيرة كولغوييف | البيانات المناخية لـجزيرة كولغوييف | البيانات المناخية لـجزيرة كولغوييف | البيانات المناخية لـجزيرة كولغوييف | البيانات المناخية لـجزيرة كولغوييف | البيانات المناخية لـجزيرة كولغوييف | البيانات المناخية لـجزيرة كولغوييف | البيانات المناخية لـجزيرة كولغوييف |
| الشهر                              | يناير                              | فبراير                             | مارس                               | أبريل                              | مايو                               | يونيو                              | يوليو                              | أغسطس                              | سبتمبر                             | أكتوبر                             | نوفمبر                             | ديسمبر                             | المعدل السنوي                      |
| ---------------------------------- | ---------------------------------- | ---------------------------------- | ---------------------------------- | ---------------------------------- | ---------------------------------- | ---------------------------------- | ---------------------------------- | ---------------------------------- | ---------------------------------- | ---------------------------------- | ---------------------------------- | ---------------------------------- | ---------------------------------- |
| الدرجة القصوى °م (°ف)              | 2.3 (36.1)                         | 1.7 (35.1)                         | 2.3 (36.1)                         | 8.3 (46.9)                         | 18.0 (64.4)                        | 27.4 (81.3)                        | 30.0 (86.0)                        | 29.2 (84.6)                        | 20.3 (68.5)                        | 12.0 (53.6)                        | 5.8 (42.4)                         | 4.4 (39.9)                         | 30.0 (86.0)                        |
| الحد الأقصى المتوسط °م (°ف)        | 0.1 (32.2)                         | −0.7 (30.7)                        | −0.3 (31.5)                        | 2.3 (36.1)                         | 8.7 (47.7)                         | 20.2 (68.4)                        | 23.6 (74.5)                        | 19.5 (67.1)                        | 14.2 (57.6)                        | 7.4 (45.3)                         | 3.2 (37.8)                         | 1.8 (35.2)                         | 24.4 (75.9)                        |
| المتوسط اليومي °م (°ف)             | −11.3 (11.7)                       | −12.6 (9.3)                        | −9.9 (14.2)                        | −7.1 (19.2)                        | −1.9 (28.6)                        | 3.2 (37.8)                         | 7.6 (45.7)                         | 7.7 (45.9)                         | 5.0 (41.0)                         | 0.4 (32.7)                         | −4.4 (24.1)                        | −7.6 (18.3)                        | −2.6 (27.4)                        |
| الحد الأدنى المتوسط °م (°ف)        | −22.6 (−8.7)                       | −25.5 (−13.9)                      | −23.3 (−9.9)                       | −18.5 (−1.3)                       | −9.5 (14.9)                        | −2.0 (28.4)                        | 1.9 (35.4)                         | 1.5 (34.7)                         | −0.9 (30.4)                        | −7.8 (18.0)                        | −15.2 (4.6)                        | −18.2 (−0.8)                       | −27.9 (−18.2)                      |
| أدنى درجة حرارة °م (°ف)            | −37.6 (−35.7)                      | −40.1 (−40.2)                      | −36 (−33)                          | −31.6 (−24.9)                      | −22.5 (−8.5)                       | −6.2 (20.8)                        | −2.4 (27.7)                        | −2.9 (26.8)                        | −6.3 (20.7)                        | −21.2 (−6.2)                       | −27.5 (−17.5)                      | −35.5 (−31.9)                      | −40.1 (−40.2)                      |
| الهطول مم (إنش)                    | 25 (1.0)                           | 18 (0.7)                           | 18 (0.7)                           | 17 (0.7)                           | 18 (0.7)                           | 30 (1.2)                           | 33 (1.3)                           | 44 (1.7)                           | 42 (1.7)                           | 49 (1.9)                           | 33 (1.3)                           | 32 (1.3)                           | 359 (14.2)                         |
| المصدر: Roshydromet                |                                    |                                    |                                    |                                    |                                    |                                    |                                    |                                    |                                    |                                    |                                    |                                    |                                    |

## تقرير من المستكشف تريفور باتاي
تم اكتشاف الجزيرة في عام 1894 من قبل المستكشف البريطاني تريفور ياتاي، وقد خطى على الجزيرة في شهر يوليو مع مساعدة لأول مره.